# Color Line Stadion
Color Line Stadion er den norske fodboldklubs Aalesund hjemmebane. Stadionet, som blev åbnet 16. april 2005, ligger i byen Ålesund i Møre og Romsdal.